# 安亚兰科斯基

安亚兰科斯基盾徽

安亚兰科斯基（芬蘭語：Anjalankoski）芬兰南部一个已废置的市镇，拥有居住人口16,379(2008年估算)。大约4/5的人口居住在屈米河的附近。
城镇的主要工业是屈米河两侧的森林工业。斯道拉恩索纸业工厂和Myllykoski Paper Oy及市镇本身是最大的雇主公司。
安亚兰科斯基提供各种文化和体育活动，迈帕是城市最著名的足球俱乐部。安亚拉庄园博物馆（Anjala Manor Museum）及附近区域是一个有访问价值的文化场所。
该市镇唯一的官方语言为芬兰语。
安亚兰科斯基是在1975年由安亚拉和锡波拉两个市镇合并而成立的。在2009年，它又其它四个市镇一起并入科沃拉。合并后的科沃拉的人口超过八万，为芬兰人口数量第十位的城市。